# Valentín Zubizarreta y Unamunsaga
Valentín de la Asunción Zubizarreta y Unamunsaga OCD (ur. 2 listopada 1862 w Marquina Echeverria, zm. 26 lutego 1948 w Santiago de Cuba) – baskijski duchowny rzymskokatolicki, karmelita bosy, teolog, biskup Camagüey i Cienfuegos, arcybiskup Santiago de Cuba i prymas Kuby.

## Biografia

### Młodość i prezbiteriat
Urodził się i wychował w Kraju Basków, w Hiszpanii. Studiował łacinę i literaturę humanistyczną. W 1879 wstąpił do Zakon Braci Karmelitów Bosych Najświętszej Maryi Panny z Góry Karmel w Larrei i 12 sierpnia 1880 złożył śluby zakonne. Następnie studiował filozofię w Burgos i teologię w Marquinie.
18 grudnia 1886 otrzymał święcenia prezbiteriatu i został kapłanem swojego zakonu. Pracował jako wykładowca teologii dogmatycznej w Kolegium Karmelitów w Burgos (1887-1890) oraz wykładowca teologii moralnej i prawa kanonicznego w Vitorii (1890-1892). W 1892 wybrany został przeorem klasztoru w Vitorii, a w 1900 prowincjałem prowincji św. Joachima w Nawarrze. Po zakończeniu kadencji w 1903 był wizytatorem zakonu na Kubie i w Chile. W 1906 wybrany przeorem w Burgos. W latach 1907-1912 był sekretarzem generalnym karmelitów w Rzymie. W 1912 ponownie wybrany na prowincjała.

### Biskup Camagüey i Cienfuegos
25 maja 1914 papież Pius X mianował go biskupem Camagüey na Kubie. 8 listopada 1914 przyjął sakrę biskupią z rąk arcybiskupa Santo Domingo Adolfo Alejandro Nouela y Bobadilli. Współkonsekratorami byli biskup hawański Pedro Ladislao González y Estrada oraz biskup Cienfuegos Antonio Aurelio Torres y Sanz OCD.
3 stycznia 1916 papież Benedykt XV powierzył mu ponadto urząd administratora apostolskiego wakującej diecezji Cienfuegos.
24 lutego 1922 papież Pius XI przeniósł go na stanowisko biskupa Cienfuegos. W styczniu 1925 został ponadto administratorem apostolskim wakującej archidiecezji Santiago de Cuba.

### Prymas Kuby
30 marca 1925 ten sam papież mianował go arcybiskupem Santiago de Cuba i prymasem Kuby. Jednocześnie do 2 stycznia 1936 był administratorem apostolskim swojej poprzedniej diecezji. Ingres w Santiago de Cuba odbył 28 czerwca 1925. 13 lipca 1934 od Piusa XI otrzymał honorowy tytuł Asystenta Tronu Papieskiego.
Zbudował sanktuarium Matki Bożej Miłosierdzia w El Cobre, seminarium duchowne, rezydencję prymasowską w Santiago de Cuba oraz Dom Młodzieży Katolickiej. Wspierał działalność Akcji Katolickiej. Miał opinię pobożnego, roztropnego i hojnego dla ubogich. Często podróżował po swojej archidiecezji, nawet będąc już w podeszłym wieku. Odznaczony Krzyżem Wielkim Orderu Carlosa Manuela de Céspedes oraz honorowym obywatelstwem Santiago de Cuba.
Arcybiskupem Santiago de Cuba i prymasem Kuby był do śmierci. Zmarł na zapalenie oskrzeli i płuc 26 lutego 1948.

## Dzieła
Był cenionym teologiem, a jego dzieła służyły do nauki w wielu seminariach. Napisał m.in.:
- Theologia Dogmatico-Scholastica – czterotomowy podręcznik dla studentów teologii; wydany w 1910 i trzykrotnie wznawiany w latach 1925-1926, 1937-1939 i 1948-1949;
- Medulla Theologiae Dogmaticae[2].

Cenione były także jego listy pasterskie o tematyce teologicznej i duszpasterskiej, pisane w okresie pełnienia funkcji biskupa i arcybiskupa.